# Камера 211
«Камера 211» (исп. Celda 211) — фильм режиссёра Даниэля Монсона 2009 года по одноимённому роману Франсиско Переса Гандуля. Лауреат премии «Гойя» за 2009 год.

## Сюжет
Хуан Оливер нанимается охранником в тюрьму. Трепетно относясь к своей работе, он за день до вступления в должность приходит туда, чтобы заранее узнать все подробности службы. Будущие коллеги проводят маленькую экскурсию и показывают блок для особо опасных преступников. В нём проводятся строительные работы и на голову Хуана Оливера обрушивается часть потолка. Он теряет сознание. Коллеги, чтобы попробовать привести его в чувство, помещают Хуана в незанятую камеру № 211.
В этот момент вспыхивает мятеж в корпусе, где содержат самых опасных преступников. Охранники подло сбегают, оставив несостоявшегося коллегу на волю бунтовщиков. Хуан приходит в себя и, чтобы спастись, притворяется заключенным. Ему удается убедить других заключенных, что он — один из них, и что он только что попал в тюрьму.
Вскоре, бунт принимает общественный характер, события привлекают внимание и освещаются в средствах массовой информации. Жена Хуана Елена, увидев по телевизору, какие события разворачиваются вокруг места его работы, спешит к тюрьме, в надежде узнать больше о своём муже, и присоединяется к другим родственникам служащих. Когда становится известно о смерти одного заключенного, ситуация перед тюремными воротами обостряется, и собравшихся избивают. Утрилла, начальник охраны, который известен своей жестокостью по отношению к заключенным и коллегам, сильно бьёт Елену дубинкой. Этот инцидент фиксируется телекамерой.
«Апаче», лидер колумбийской банды в тюрьме, который контактирует с внешним миром через сотовый телефон, тем временем узнаёт, что Хуан не настоящий заключенный. Хуан использует свои знания о деятельности Апаче в качестве информатора для тюремной администрации в качестве рычага, чтобы предотвратить попытки шантажа. Из предварительного разговора с одним из двух коллег, оставивших его в камере 211, он знает о существовании листка бумаги, написанного Апаче.
Предводитель бунтующих Маламадре запрашивает у властей список раненых в ходе демонстраций. Рассерженные заключенные хотят убить лидера баскских сепаратистов ЭТА. Хуан, который видит последствия, хочет предотвратить это и предлагает только отрезать баску ухо. Помощник Маламадре "Тачуэла" заставляет его самому выполнить это действие. Затем власти объявляют, что Елена находится в больнице. Тем временем, Апаче узнает из новостей, что Елена была убита Утриллой.
Заключенные требуют, чтобы Утрилла отправился в тюрьму в качестве переговорщика. Хотя, он находится в отпуске, он всё же соглашается. Хуан узнаёт из разговора с Ньето, что Елена скончалась от травм. Утрилла пытается спастись от толпы заключенных, рассказывая, что Хуан — тюремный охранник. Хуан убивает Утриллу в приступе отчаяния и гнева, перерезав ему горло лезвием. Затем он тщетно пытается повеситься в камере 211 на спрятанном там ремне.
Правительство отправляет в тюрьму представителя, который обещает уступки содержания под стражей. Однако Хуан требует, чтобы клятвы были публично транслированы по телевидению, иначе заключенные ЭТА будут убиты. Когда он остается наедине с Маламадре, Маламадре показывает ему, что он знает, что Хуан не пленник. Его попросили убить Хуана, но он отказался. Если правительство не подчинится, им придется убить заложников ЭТА, как и планировалось.
Правительство, похоже, отвечает на запрос. После начала анонсированной телетрансляции начинается штурм спецназа. В то же время ранее инициированные колумбийцы под руководством Апаче убивают охранников Маламадре, которые охраняют камеру с баскскими заложниками, и принимают на себя их защиту. Хуан и Маламадре пытаются добраться до камеры и убить заложников, но их останавливает Апаче, который стреляет Хуану в спину из пращи. Маламадре пытается спасти его, но колумбийцы убивают его.
После штурма Хуана находят мертвым, а Маламадре увозят с тяжелыми ранениями.

## В ролях
- Луис Тосар — Маламадре, исп. Malamadre
- Альберто Амманн — Хуан Оливер, исп. Juan Oliver
- Карлос Бардем — Апач, исп. Apache
- Марта Этура — Елена, исп. Elena
- Антонио Ресинес — Утрилья, исп. Utrilla
- Феликс Куберо — Херман, исп. Germán
- Маноло Соло — директор тюрьмы, исп. Director cárcel

## Критика
Картина была встречена восторженными откликами критиков, как в Испании, так и за её рубежом. На влиятельном агрегаторе рецензий Rotten Tomatoes, фильм имеет 98% свежести.
Со временем, в определенных кругах, фильм приобрёл культовый статус.

## Награды
- 2009 — 8 премий «Гойя»: лучший фильм, режиссёр (Даниэль Монсон), адаптированный сценарий (Хорхе Геррикаэчеваррия, Даниэль Монсон), лучший актёр (Луис Тосар), лучший мужской актёрский дебют (Альберто Амманн), актриса второго плана (Марта Этура), монтаж (Кристина Пастор), звук (Серхио Бюрманн, Хайме Фернандес, Карлос Фаруоло)[3]
- 2009 — 8 номинаций на премию «Гойя»: лучшие актеры второго плана (Карлос Бардем и Антонио Ресинес), операторская работа (Карлес Гузи), оригинальная музыка (Роке Баньос), грим и прически (Ракель Фидальго, Инес Родригес), работа художника (Антон Лагуна), руководство производством (Алисия Теллерия), спецэффекты (Рауль Романильос, Гильермо Орбе)